# Операція «Алфабет»
Операція «Алфабет» (англ. Operation Alphabet) — військова операція британського Королівського флоту з евакуації експедиційних сил західних союзників (британських, французьких та польських) з району норвезького морського порту Нарвік та навколишніх вод фіордів під час операції «Везерюбунг» під час Другої світової війни.
Евакуація була викликана успішною кампанією німецьких військ на Західному фронті, розгромом Нідерландів, Бельгії, Люксембургу і Франції, що почалася 10 травня 1940 року. З огляду на ситуацію, що виникла в Західній Європі, значення Норвезької кампанії для британських і французьких воєначальників різко нівелювалося й раптом відступило на задній план. 24 травня британське керівництво ухвалило рішення про виведення своїх військ з Норвегії, але тільки після того, як будуть знищені залізнична лінія, що проходила зі Швеції до Нарвіка, і тамтешній портовий навантажувальний завод, через які здійснювалися перевезення високоякісної шведської залізної руди до Німеччини. Накази з цього приводу були передані наступного дня лейтенант-генералу К. Окінлеку і адміралу лорду Корку і Оррері, командувачу британських наземних і морських сил у Норвегії.
Операція сигналізувала про успіх Німеччини в операції «Везерюбунг» і поклала край британській і французькій кампанії в Норвегії.

## Хід операції

### Передумови
Стрімкий розвиток подій на Західному фронті, великі втрати, зазнані в Бельгії і Франції, змусили союзників відмовитися від розпилення своїх сил між двома театрами. Британська бомбардувальна авіація практично в перший же день операції «Гельб» — 10 травня — припинила нальоти на німецькі аеродроми в Норвегії і Данії. 20 травня Вінстон Черчилль, який став британським прем'єром, вперше висловив думку, що було б правильно після оволодіння Нарвіком, залишити його. Через два дні ця думка була винесена на розгляд Комітету начальників штабів. Комітет не вважав, що виведення збройних сил з Норвегії зможе вплинути на хід боїв у Франції, проте ці сили були необхідні для захисту самої Британії та її територіальних вод. 23 травня Воєнний кабінет дав вказівку підготувати план евакуації військ з-під Нарвіку, а 25 травня затвердив відповідну директиву, наступного дня була відправлена адміралу флоту Бойлу. Директива наказувала провести евакуацію якомога швидше. Навіть заперечення командувача Флотом метрополії не вплинули на рішення Кабінету. Французи дали згоду на виведення військ з Норвегії лише 31 травня.
Британське рішення залишити Норвегію не було продиктоване лише змінами в стратегічній ситуації у Франції, британці попросту не мали сил утримати довше територію Вестфіорда.
29 травня 1940 року розпочалася перша черга евакуації з Буде, де британці утримували вигідні позиції. Усі 4 000 вояків були вивезені морем до 31 числа. Таким чином, дорога на Нарвік, де британські війська продовжували бої за опанування містом, тепер була відкрита для безперешкодного просування резервів вермахту.
Тим часом, зранку 28 травня німецький командир 3-ї гірсько-піхотної дивізії генерал-лейтенант Едуард Дітль, що керував боями німецьких військ за опанування Нарвіка, вже ухвалив рішення евакуювати свої сили з району навколо Нарвіка вздовж Бейсфіорда, а до 22.00 Нарвік був вже у руках союзників.
Німецькому командуванню і, звісно, норвежцям тепер здавалося, що це лише питання часу, коли німці в північній Норвегії змушені будуть здатися, бо вони були притиснуті з півночі норвежцями, із заходу французами і з південного заходу поляками. Проте події в інших країнах Європи зробили диво та врятували німців від поразки. Як зазначалося вище, британське вище керівництво таємно вирішило 24 травня евакуювати Нарвік.
Лише на початку червня з рішенням британського командування був ознайомлений норвезький уряд та його командири, інформацію зустріли з недовірою. Норвежці все ще сподівалися перемогти німців, і вже до 5 червня однієї з двох норвезьких бригад було наказано атакувати. Норвезька влада також не виключала можливість створення нейтральної, але вільної північної Норвегії. Цей план був марним, і 7 червня короля Норвегії Гокона VII і його уряд було евакуйовано до Великої Британії.
Взявши Нарвік, британські сапери розпочали знищувати портові споруди, які призначалися для навантаження залізної руди, під'їзних шляхів, причалів й іншого цінного обладнання. Характер руйнувань був таким, що німці не могли використовувати Нарвік для вивезення шведської руди до січня 1941 року.

### Евакуація
На моменту початку евакуації в районі Нарвіка було зосереджено близько 24 500 солдатів союзників, і тепер завданням було евакуювати їх якнайшвидше. Коли війська доставлялися до Норвегії, багато британських торгових суден і військових кораблів здійснювали переходи Норвезьким морем у дуже вразливих конвоях, маючи лише легкий конвой. Проте німці взагалі не реагували на ці переміщення морем, лише в обмеженій мірі діяли їхні підводні човни, і в результаті жодних військових кораблів чи суден не було втрачено або пошкоджено на шляху до і з Вестфіорда, і лише один на шляху до центральної Норвегії.
2 червня авіаносці «Арк Роял» та «Глоріос», що були відправлені на прикриття транспортних конвоїв з тими, хто евакуювався, а також для вивезення винищувачів наземної авіації з незначним радіусом дії, прибули до узбережжя Норвегії, незабаром підійшли 15 військових транспортних суден. Бойл розраховував на те, що матиме легкий крейсер «Саутгемптон», крейсер ППО «Ковентрі», ремонтний корабель «Віндіктів» і 10 есмінців, які за будь-якими показниками були надто слабкою силою, за допомогою яких можна було впевнено забезпечити захист евакуацію такої кількості людей та цінного військового майна й озброєння.
Війська розпочали завантаження в бухті Гарстада на транспортні судна, одночасно навантажувалася техніка та майно. За п'ять ночей були вивезені партії по 4 700, 4 900, 5100, 5 200 і 4 600 людей. Вночі 4 червня з Гарстада під охороною лише ремонтного корабля «Віндіктів» (колишній авіаносець) вийшов перший конвой, який складався з транспортників британських Monarch of Bermuda (22 424 тонни), Franconia (20 175 тонн), Georgic (27 759 тонн), «Ланкастрія» (16 243 тонни), польських Batory (14 287 тонн), Sobieski (11 030 тонн), і 8 червня дістався без втрат Скапа-Флоу.
В результаті отримання хибної інформації, що німецькі капітальні кораблі намагаються прорватися між Ісландією та Фарерськими островами до Північної Атлантики, командувач Флоту Метрополії адмірал Чарльз Форбс ухвалив рішення негайно перекинути головні сили флоту: лінійні крейсери «Рінаун» та «Ріпалс», важкий крейсер «Сассекс», легкий крейсер «Ньюкасл» та п'ять есмінців їм на перехоплення. З капітальних кораблів тільки лінійний корабель «Веліант» наодинці залишився забезпечувати прикриття евакуації.
7 червня другий транспортний конвой, який складався з британських Oronsay (20 043 GRT), Ormonde (14 982 GRT), Arandora Star (14 694 GRT), Royal Ulsterman (3 244 тонни), Ulster Prince (3 791 тонна), «Ульстер Монарх» (3 791 тонна) та «Дюшес оф Йорк» (20 021 GRT), у супроводженні легких крейсерів «Саутгемптон» і «Ковентрі» та есмінців «Бігль», «Ділайт», «Фейм», «Файрдрейк» і «Гавелок», вийшов з Гарстада разом з повільним конвоєм малих та тихохідних транспортів і танкерів Blackheath, Oligarch, Harmattan, Cromarty Firth, Theseus, Acrity, Cotswold і Conch, які йшли під ескортом есмінців «Ерроу» і «Ветеран», шлюпа «Сторк» і 10 озброєних траулерів.
Того ж дня, важкий крейсер «Девоншир» з норвезьким королем Гоконом VII, принцом Олафом та норвезьким урядом (загалом на кораблі перебувало близько 400 пасажирів) вийшов з Тромсе. Норвезьке вище військове командування розійшлося в думках: Карл Густав Флейшер вирішив вирушити до Англії, куди з усіх кінців світу стікалися добровольці і вивезені з Норвегії солдати й генерал Стеффенс почав формування нової норвезької армії, Рюге ж вважав за краще залишитися зі своїми підлеглими до кінця.
Нечисленні одиниці норвезького флоту, що залишилися після кампанії: кораблі охорони рибальства «Фрітьоф Нансен», «Нордкап» і «Хеймдаль»; підводний човен B-1; сторожові кораблі «Свалбард II», «Нордхав II», «Туродд», «Квітьо», «Бьортінд», «Сюрья», «Хоннінгсвог», «Хваль V» і «Хауг III». Решта кораблів, нездатні здійснити перехід, підлягали затопленню. Уцілілі літаки перелетіли на Шетландські острови, до Швеції або Фінляндії.
Старий авіаносець «Глоріос», прийнявши на борт останній британський літак з Норвегії, вийшов у супроводі двох есмінців з Бардуфосса у море. 15 000 союзних військових на борту шести транспортних судна та ремонтного корабля «Віндіктів» вирушили у визначений адміралом Корком пункт рандеву в морі за 330 км від норвезького узбережжя для подальшого створення конвою й руху до Британських островів.
О 01:00 ночі 8 червня 1940 року, кораблі Королівського флоту, завершили евакуацію, забравши усіх, кого потрібно, та вирушили у відкрите море, де зустрілися з лінкором «Веліант» та есмінцями Домашнього флоту. Конвой без подій перейшов до Клайда.
Близько 6 години пополудні 8 червня німці виявили, що війська союзників евакуювалися, що стало для них великим сюрпризом. Дітль вислав вперед розвідувальну групу зі складу батальйону Вальтера, після чого вирішив негайно зайняти місто. Вранці 9 червня підрозділи 3-ї гірської дивізії урочистим маршем увійшли в Нарвік.

### Операція «Юнона»
8 червня 1940 року поблизу берегів Норвегії в ході евакуації у швидкоплинному морському бою з німецькими лінійними кораблями «Шарнгорст» та «Гнейзенау», під командуванням віце-адмірала Вільгельма Маршалла, були затоплені британські авіаносець «Глоріос», есмінці «Ардент» і «Акаста», тральщик «Джуніпер». Загинуло 1 612 людей.